# Le Territoire des morts
Série
Le Jour des morts-vivants
(1985) Chronique des morts-vivants
(2007)
Pour plus de détails, voir Fiche technique et Distribution.
Le Territoire des morts, ou La terre des morts (au Québec), (Land of the Dead) est un film américano-franco-canadien réalisé par George Andrew Romero et sorti en 2005.
C'est le quatrième volet de la saga des zombies.

## Synopsis
Plusieurs années après une apocalypse zombie, les survivants ont établi des avant-postes fortifiés à travers les États-Unis. Le film se déroule dans l'un de ces avant-postes, à Pittsburgh, bordé sur deux côtés par des rivières et sur le troisième par une clôture électrique. Les riches vivent dans un gratte-ciel de luxe appelé Fiddler's Green, tandis que le reste de la population vit dans la misère. Paul Kaufman, le dirigeant impitoyable de la ville, a fait construire « l'éclaireur de la mort » (Dead Reckoning), un véhicule blindé équipé de lance-roquettes qui peut aisément traverser les zones infestées de zombies.
Riley Denbo est le concepteur et le responsable de ce véhicule. Contrairement à Kaufman, Riley est respecté pour son travail visant à protéger les citoyens et à leur fournir de la nourriture et des médicaments. Lors d'une mission, Riley et son équipe remarquent de nombreux zombies au comportement intelligent, qui arrivent à communiquer de façon très primaire, certains utilisant des outils de manière basique. L'un de ces zombies est Big Daddy, ancien propriétaire d'une station-service. Pendant la mission, le jeune Mike est mordu par un zombie et se suicide avant sa transformation.
Après la mission, Riley abandonne le commandement de « l'éclaireur de la mort ». Dans le bar de Chihuahua, il voit une prostituée nommée Slack être entraînée de force dans une cage avec des zombies pour divertir les clients. Riley et Charlie sauvent Slack, et Charlie tue Chihuahua dans la bagarre. Riley, Charlie et Slack sont arrêtés. Slack révèle que Kaufman a ordonné son exécution, pour avoir aidé Mulligan à organiser une rébellion des pauvres. Pendant ce temps, Cholo DeMora, le commandant en second du véhicule blindé, se voit refuser par Kaufman un appartement dans Fiddler's Green malgré ses états de service. En représailles, Cholo s'empare de « l'éclaireur de la mort » et menace de faire exploser le gratte-ciel. Kaufman fait appel à Riley et le charge, ainsi que Charlie et Slack, de récupérer le blindé. Ils sont encadrés par trois fidèles de Kaufman : Manolete, Motown et Pillsbury.
En chemin, Manolete est mordu puis tué par Slack. Après avoir repéré « l'éclaireur de la mort », Riley s'approche du véhicule seul. Charlie, Slack et Pillsbury le suivent après avoir assommé Motown. Réalisant que Riley travaille pour Kaufman, Cholo se prépare à tirer des roquettes sur Fiddler's Green. Riley désactive alors les systèmes d'armement du véhicule. Motown, qui a repris conscience, ouvre le feu. Elle est mordue par un zombie et tuée par Slack. Cholo décide de retourner à Fiddler's Green pour tuer Kaufman. En route, il est mordu par un zombie. Riley revient à Fiddler's Green à bord du blindé.
Pendant ce temps, Big Daddy, qui a rassemblé un grand groupe de zombies, apprend qu'ils peuvent marcher sous l'eau en toute sécurité, et fait traverser la rivière aux zombies. Ils prennent les gardes par surprise et commencent à massacrer la population. Les clôtures électriques qui gardaient les zombies à l'extérieur deviennent un mur piégeant les humains à l'intérieur. En voyant la ville envahie, Kaufman prend la fuite et rencontre Cholo, désormais transformé, dans le garage. Pendant que les deux luttent, Big Daddy les tue avec une bouteille de propane.
Le groupe de Riley arrive en ville mais est bloqué par un pont-levis. Riley part l'abaisser, mais un groupe de zombies attaque « l'éclaireur de la mort ». Riley et les autres réussissent à se débarrasser des zombies. Après avoir traversé le pont, ils assistent impuissants au carnage. Il est alors révélé que la plupart des pauvres ont été conduits en sécurité par Mulligan. Riley et Mulligan se séparent avec leurs groupes respectifs. Alors qu'ils voient Big Daddy et les zombies quitter la ville, Riley décide de les laisser tranquilles. Le groupe de Riley part pour le Canada à bord de « l'éclaireur de la mort ».

## Fiche technique
- Titre original : Land of the Dead
- Titre français : Le Territoire des morts
- Titre québécois : La Terre des morts
- Réalisation : George A. Romero
- Scénario : George A. Romero
- Musique : Reinhold Heil et Johnny Klimek
- Photographie : Miroslaw Baszak (en)
- Montage : Michael Doherty
- Décors : Arvinder Grewal
- Costumes : Alex Kavanagh
- Production : Mark Canton (en), Bernie Goldmann, Peter Grunwald (en) et Silenn Thomas
- Budget : 15 millions $US[1]
- Pays d'origine :  Canada,  États-Unis,  France
- Langue : anglais
- Format : couleur - 2,35:1 - DTS / SDDS - 35 mm
- Genre :horreur, post-apocalyptique
- Durée : 93 minutes
- Dates de sortie[2] :
  -  États-Unis : 20 juin 2005 (première à Los Angeles)
  -  États-Unis : 24 juin 2005
  -  France : 10 août 2005
- Film interdit aux moins de 16 ans lors de sa sortie en France

## Distribution
- Simon Baker (VF : Thomas Roditi - VQ : Gilbert Lachance) : Riley
- John Leguizamo (VF : Thierry Kazazian - VQ : Luis de Cespedes) : Cholo
- Dennis Hopper (VF : Pierre Londiche - VQ : Jean-Marie Moncelet) : Kaufman
- Asia Argento (VF : Barbara Kelsch - VQ : Camille Cyr-Desmarais) : Slack
- Robert Joy (VF : Patrick Mancini - VQ : Sylvain Hétu) : Charlie
- Eugene Clark (en) : Big Daddy
- Joanne Boland : Pretty Boy
- Tony Nappo (en) (VF : Patrick Raynal) : Foxy
- Sasha Roiz (VF : Antoine Tomé) : Manolete
- Krista Bridges : Monica dit Motown
- Jennifer Baxter : Numéro 9
- Jasmin Geljo (en) : Tambourine Man
- Max McCabe : Mouse
- Tony Munch : Anchor
- Phil Fondacaro (VQ : Manuel Tadros) : Chihuahua
- Shawn Roberts : Mike
- Pedro Miguel Arce (en) (VF : Roger Lumont) : Pillsbury
- Alan Van Sprang (VF : Fabrice Josso) : Brubaker
- Earl Pastko (en) : Roach
- Peter Outerbridge : Styles
- Devon Bostick : Brian
- Tom Savini : Le zombie à la machette
- Simon Pegg : Zombie attaché
- Edgar Wright : Zombie attaché

## Accueil
Le film a connu un certain succès commercial, rapportant environ 46 770 000 $ au box-office mondial, dont 20 700 000 $ en Amérique du Nord, pour un budget de 15 000 000 $. En France, il a réalisé 382 447 entrées.
Il a reçu un accueil critique favorable, recueillant 74 % de critiques positives, avec une note moyenne de 6,6/10 et sur la base de 171 critiques collectées, sur le site agrégateur de critiques Rotten Tomatoes. Sur Metacritic, il obtient un score de 71/100 sur la base de 30 critiques collectées.
Il a été nommé pour le Saturn Award du meilleur film d'horreur et l'Empire Award du meilleur film d'horreur.

## Autour du film
- Asia Argento, qui joue ici le personnage de Slack, est la fille du célèbre réalisateur de films d'horreur italien Dario Argento, qui était coproducteur sur le Zombie de 1978.
- Impressionné par Shaun of the Dead (2004), le cinéaste demanda à Simon Pegg (acteur et scénariste) et Edgar Wright (réalisateur et scénariste) de faire une petite apparition dans le film en tant que zombies.
- Tom Savini fait lui aussi un caméo lors de l'attaque des morts-vivants dans la ville. Il y incarne une version zombie de "Blades", le pillard qu'il interprétait dans Zombie. Il porte la même tenue que dans Une nuit en enfer où il interprète un motard surnommé Sex-machine, à cause du pistolet mitrailleur dissimulé sur l'avant de son pantalon.
- Ces trois acteurs (Simon Pegg, Edgar Wright et Tom Savini) sont également présents sur l'affiche du film.

## Commentaire
Le film s'ouvre sur une évocation des œuvres précédentes : images en noir et blanc (La Nuit des morts-vivants était en N&B), commentaires tirés des émissions télévisées de Zombie.
Alors que dans Zombie, les morts-vivants sont une caricature de la société humaine, ils sont ici un peuple en train de se structurer, d'accéder à l'intelligence et aux sentiments : compassion et colère face à la manière dont sont traités leurs congénères, utilisés comme cibles « vivantes ». La caricature se situe elle dans la ville-même : dans Fiddler's Green, Kaufman a reproduit tous les défauts de « l'ancien monde » (la corruption, la drogue, la prostitution…). Il tient le peuple avec la nourriture et les loisirs (panem et circenses). Il est d'ailleurs ironique de voir Dennis Hopper incarner un personnage à l'opposé de celui de ses débuts dans Easy Rider.
Du fait du thème initial, le film ne peut pas être optimiste : les morts se relevant, il y aura des morts-vivants tant qu'il y aura des humains. Cependant, en montrant des humains s'organisant et se battant, il laisse quand même une lueur d'espoir. Il s'inscrit de ce fait dans la lignée de la science-fiction post-apocalyptique.
L'Éclaireur de la mort (Dead Reckoning, qui est également un terme de marine désignant la localisation « à l'estime », c'est-à-dire approximative), le camion blindé, n'est pas sans rappeler les véhicules de Mad Max (George Miller) ou le train blindé de Ghosts of Mars (John Carpenter) mais est principalement une référence au bus blindé anti-zombies de  L'Armée des morts  (Zack Snyder) , remake du  Zombie de Romero sorti l'année précédente.